# Albatera
Albatera è un comune spagnolo situato nella comunità autonoma Valenciana.
Nel 1996 il territorio comunale venne suddiviso e parte di esso andò a formare il nuovo comune di San Isidro. Famosa per la produzione di melograni.

## Storia

### Simboli
Lo stemma è stato approvato il 2 luglio 1997.
Lo stemma riprende elementi del blasone della famiglia de Roquefeuil (o Rocafull), antichi signori del luogo, assieme alla conchiglia, simbolo di san Giacomo, patrono del paese.